# Нифантьев, Эдуард Евгеньевич
Эдуард Евгеньевич Нифантьев (4 июля 1933, село Ирбей, Красноярский край — 2 августа 2020, Москва) — советский и российский химик, доктор химических наук, член-корреспондент РАН, автор школьных и вузовских учебников, специалист в области фосфорорганической химии и тонкого органического синтеза. Автор свыше 400 научных трудов. Учебники и учебно-методические пособия Э. Е. Нифантьева по химии используются в высших учебных заведениях России и СНГ. Сделал ряд открытий. Под научным руководством Э. Е. Нифантьева выполнено и защищено около 100 кандидатских и докторских диссертаций.

## Биография
Окончил школу № 10 в г. Красноярске.
В 1959 году окончил химический факультет МГУ.
В 1956 году защитил кандидатскую диссертацию и был направлен в Военную Академию химической защиты. Вернувшись на химический факультет МГУ, в 1967 году защитил докторскую диссертацию.
В 1971 году был избран заведующим кафедрой органической химии химического факультета Московского государственного педагогического института им. В. И. Ленина. Создал на кафедре лабораторию химии физиологически активных фосфорорганических соединений.
В 2000 году стал заведующим лабораторией фосфорорганических соединений Института элементоорганических соединений им. А. Н. Несмеянова РАН и был избран членом-корреспондентом РАН.
Сын Николай (род. 1958) — химик, член-корреспондент РАН (2011), специалист в области биоорганической и медицинской химии, лауреат премии имени М. М. Шемякина (2013).
Скончался 2 августа 2020 года. Похоронен в Москве на Хованском кладбище рядом с супругой (участок 10/О).

## Научная деятельность
Более 40 лет возглавлял кафедру органической химии в МПГИ им. В. И. Ленина. Специалист в области фосфорорганической химии и тонкого органического синтеза. Награждён медалью им. Зинина Н. Н. Председатель секции органической химии Российского химического общества им. Д. И. Менделеева, член научного совета РАН по органической и элементоорганической химии, член ряда редсоветов и редколлегий, в том числе международного журнала «Phosphorus and Sulfur». Научные направления работы кафедры органической химии довольно разнообразны, однако изучение фосфорилирования обычных полиолов занимало основное место. В дальнейшем оно было дополнено исследованиями соответствующих превращений сложных функциональных производных полигидроксильных систем: моносахаридов, циклодекстринов, нуклеозидов, липидов, флавоноидов, каликсаренов и др. Был осуществлен дизайн оригинальных супрамолекулярных конструкций и выявлялись закономерности молекулярного узнавания. Большое внимание также было уделено созданию сложных координационных соединений, в том числе представляющих интерес для катализа. В начале XXI века были начаты работы по исследованию ранее неизвестных производных циклодекстринов, в структуру которых были введены фосфитные и фосфинитные остатки. Кроме того, уделяется внимание работе с природным возобновляемым сырьём (продукты переработки лесохимии) с целью получения важных биологически активных соединений (дигидрокверцетин и др. флавоноиды).
Эдуардом Нифантьевым подготовлены несколько докторов наук. В начале XXI века они работают на кафедре органической химии. Результаты его исследований отражены в более чем 600 публикациях, а также в докладах на российских и международных конференциях. Э. Е. Нифантьев является автором нескольких монографий и учебников («Химия фосфорорганических соединений», «Гидрофосфорильные соединения», «Основы тонкослойной хроматографии», пособие для учителей школ, «Обзор обзоров», пособие для студентов старших курсов и аспирантов, «Органическая химия», учебник для педвузов, «Основы прикладной химии», учебник для педвузов, «Учебник по органической химии для 10 класса»).

## Награды, премии, почётные звания
- Лауреат премии АН СССР имени А. М. Бутлерова
- Заслуженный деятель науки Российской Федерации (29 декабря 1994) — за заслуги в научной деятельности
- Ветеран труда
- Соросовский профессор
- Почётный профессор МПГУ (2006).